# Fred van der Hilst
Fred van der Hilst (Rotterdam, 1946) is een Nederlands acteur.
Van der Hilst studeerde in 1970 af aan de Theaterschool van Amsterdam. Van 1986 tot 1990 was hij directeur van het film- en muziektheater LantarenVenster te Rotterdam. In 1989 ontving hij de Erasmusspeld te Rotterdam. Hij is echter vooral bekend als acteur. Hij speelde onder meer in de tv-serie Den Uyl en de affaire Lockheed en is een veelgevraagd Sinterklaas. In die rol is hij te zien in de avonturenfilm Sinterklaas & Pakjesboot 13 en in de kinderserie Slot Marsepeinstein. Daarnaast was Van der Hilst in 2013 ook te zien als Sint in het televisieprogramma Welkom Sinterklaas, dat zich afspeelde in Elburg en werd uitgezonden door Nickelodeon. Fred was in zijn middelbareschooltijd de eerste drummer van de Golden Earrings (1962-1965).
Discografie